# Ulica Straganiarska w Gdańsku
Ulica Straganiarska (niem. Häkergasse) – ulica w Gdańsku na Głównym Mieście. Należy do historycznego centrum miasta. Ulica wzięła swą nazwę od zamieszkujących ją kramarzy (niem. Höker). W XV wieku istniała przy niej miejska łaźnia.
Na ulicy mieszkał Krzysztof Celestyn Mrongowiusz, co upamiętnia tablica pamiątkowa.

## Przebieg
Ulica rozpoczyna się na wysokości Hali targowej przy ul. Lawendowej. Następnie biegnie w miarę równoleżnikowo w kierunku Motławy. Przed Bramą Straganiarską kończy się na skrzyżowaniu z ul. Warzywniczą i Targiem Rybnym. Na wprost niej znajduje się wyjście przez tę bramę na Rybackie Pobrzeże leżące nad Motławą.

## Poprzednie nazwy
- Platea campensium
- Versus monachos
- Platea campensium sive piscatorum
- Grosse Fischergasse
- Strohgasse